# Voulismenimeer
Het Voulismenimeer (Grieks: Λίμνη Βουλισμένη, Límni Voulisméni) is een voormalig zoetwatermeer en thans een baai in Agios Nikolaos te Kreta. Het meer ligt in het stadje Agios Nikolaos en werd in 1890 door een kanaal verbonden met de Golf van Mirabello en daarna met de Egeïsche Zee. De diepte van het meer is 64 meter en het heeft een diameter van 137 meter, wat aanleiding gaf tot de lokale sage dat het meer bodemloos is. Volgens een lokale sage zou Athena ooit in het meer hebben gezwommen.

## Trivia
- Het meer speelt een rol in het album Knokken in Knossos van de stripreeks Suske en Wiske